# Stal zemsty
Stal zemsty – tytuł piątego albumu zespołu Honor, wydany w 1994 roku.

## Lista utworów
1. „Podnieśmy się”
2. „Ostatni bunt”
3. „Więź z ideą”
4. „Znak orła”
5. „Biały duch pokolenia”
6. „Skrzydła walki”
7. „W dzień triumfu...”
8. „Oblicze zbrodni”
9. „Twarda wiara”
10. „Stal zemsty”

## Twórcy
- Mariusz Szczerski – śpiew, słowa
- Olaf Jasiński – gitara, gitara basowa, muzyka, słowa
- Piotr Marcinowski – perkusja